# Distrito electoral federal 11 de Guanajuato
El XI Distrito Electoral Federal de Guanajuato es uno de los 300 distritos electorales en los que se encuentra dividido el territorio de México para la elección de diputados federales y uno de los 15 en los que se divide el estado de Guanajuato. Su cabecera es la ciudad de León.
El Decimoprimer Distrito Electoral de Guanajuato está ubicado en el oeste del estado de Guanajuato y lo conforma la ciudad de León.

## Distritaciones anteriores

### Distritación 1996 - 2005
Entre 1996 y 2005 el Décimo Distrito se localizaba en la zona sureste del estado, pero lo formaban únicamente los municipios de Abasolo, Huanimaro y Pénjamo.
El Distrito 11 fue creado por la reforma política de 1977, previo a ello Guanajuato tenía únicamente 9 distritos electorales, por lo que el décimo distrito solo a electo diputados a partir de 1979 a la LI Legislatura.

## Diputados por el distrito
| Diputado                                                                         | Grupo parlamentario | Legislatura         | Periodo     |
| -------------------------------------------------------------------------------- | ------------------- | ------------------- | ----------- |
| Antonio Quintanilla                                                              |                     | III                 | 1863 - 1865 |
| Vacante                                                                          | Vacante             | IV                  | 1867 - 1868 |
| Encarnación Serrano                                                              |                     | V                   | 1869 - 1871 |
| Vacante                                                                          | Vacante             | VI                  | 1871 - 1873 |
| Antonio Gómez                                                                    |                     | VII                 | 1873 - 1875 |
| Vacante                                                                          | Vacante             | VIII                | 1875 - 1878 |
| Ángel Masiel                                                                     |                     | IX                  | 1878 - 1880 |
| Vacante                                                                          | Vacante             | X                   | 1880 - 1882 |
| Rafael Chausal                                                                   |                     | XI                  | 1882 - 1884 |
| Jesús Morales                                                                    |                     | XII                 | 1884 - 1886 |
| Antonio Cisneros Cámara                                                          |                     | XIII                | 1886 - 1888 |
| Manuel García Ramírez                                                            |                     | XIV                 | 1888 - 1890 |
| Alberto Malo                                                                     |                     | XV XVI              | 1890 - 1894 |
| Uriel Alatriste                                                                  |                     | XVII                | 1894 - 1896 |
| Jesús Morales                                                                    |                     | XVIII               | 1896 - 1898 |
| José María de Sauto y Lejarza                                                    |                     | XIX XX XXI XXII     | 1898 - 1906 |
| Vacante                                                                          | Vacante             | XXIII               | 1906 - 1908 |
| Juan Chico                                                                       |                     | XXIV                | 1908 - 1910 |
| Nicéforo Guerrero                                                                |                     | XXV                 | 1910 - 1912 |
| José Natividad Macías                                                            | PNA                 | XXVI                | 1912 - 1913 |
| Ignacio López                                                                    | Derechista          | Constituyente XXVII | 1916 - 1918 |
| Jesús Pérez Vela                                                                 |                     | XXVIII              | 1918 - 1920 |
| Gilberto Sánchez                                                                 |                     | XXIX                | 1920 - 1922 |
| Manuel Hernández Galván                                                          |                     | XXX                 | 1922 - 1924 |
| Agustín Arroyo Ch.                                                               |                     | XXXI                | 1924 - 1926 |
| Basilio Ortega                                                                   | PRG                 | XXXII XXXIII        | 1926 - 1930 |
| El XI distrito es suprimido en 1930. Es restablecido en la distritación de 1978. |                     |                     |             |
| Gabriel Appelt Harald                                                            |                     | LI                  | 1979 - 1982 |
| Rodolfo Padilla Padilla                                                          |                     | LII                 | 1982 - 1985 |
| José de Jesús Padilla Padilla                                                    |                     | LIII                | 1985 - 1988 |
| José Pedro Gama Medina                                                           |                     | LIV                 | 1988 - 1991 |
| Luis Fernández Vega                                                              |                     | LV                  | 1991 - 1994 |
| Humberto Andrade Quezada                                                         |                     | LVI                 | 1994 - 1997 |
| Wintilo Vega Murillo                                                             |                     | LVII                | 1997 - 2000 |
| Martín Gerardo Morales Barragán                                                  |                     | LVIII               | 2000 - 2003 |
| Erandi Bermúdez Méndez                                                           |                     | LIX                 | 2003 - 2006 |
| Ramón Landeros González                                                          |                     | LX                  | 2006 - 2009 |
| Erandi Bermúdez Méndez                                                           |                     | LXI                 | 2009 - 2012 |
| Ma. Concepción Navarrete Vital                                                   |                     | LXII                | 2012 - 2015 |
| Erandi Bermúdez Méndez                                                           |                     | LXIII               | 2015 - 2018 |
| Jorge Espadas Galván                                                             |                     | LXIV LXV            | 2018 -      |

## Elecciones de 2009
|  | Partido Acción Nacional                        |  | José Erandi Bermúdez Méndez  |
|  | Partido Revolucionario Institucional           |  | Leopoldo Villanueva Chávez   |
|  | Partido de la Revolución Democrática           |  | Miguel Ángel León Guerrero   |
|  | Coalición Salvemos a México (PT, Convergencia) |  | Miguel Tafoya González       |
|  | Partido Verde Ecologista de México             |  | Carlos Ortiz de Santos       |
|  | Partido Nueva Alianza                          |  | Fabiola Raya González        |
|  | Partido Socialdemócrata                        |  | María Cristina Saldaña Ávila |